# Кашина Пол (Торино)
Кашина Пол је насеље у Италији у округу Торино, региону Пијемонт.
Према процени из 2011. у насељу је живело 64 становника. Насеље се налази на надморској висини од 567 м.